# Greig Laidlaw
Greig David Laidlaw (Edimburgo, 12 de octubre de 1985) es un jugador escocés de rugby que se desempeña como Medio melé o Apertura que juega para el club Clermont Auvergne del Top 14 francés como medio melé.

## Carrera
Laidlaw comienza su carrera profesional el 8 de septiembre de 2006 ante Leinster Rugby  entrando de reemplazo en un partido que terminó con el resultado de 20-14 a favor de los escoceses.
En la temporada 2008/2009 Laidlaw llega a la final del Pro 12 perdiendo la final ante Munster.
En la temporada siguiente, Laidlaw es cuando ya consigue afianzarse en el equipo titular, saliendo en el XV inicial en 10 de los 16 partidos que disputó en liga y anotando su primer ensayo como jugador profesional.
El 4 de marzo de 2014 se anunció que Laidlaw partiría Murrayfield al final de la temporada para unirse a la disciplina del Gloucester rugby. En su primera temporada en Gloucester, Laidlaw colabora para que el club inglés se haga con el título de la Challenge Cup, curiosamente enfrentándose en la final a Edinburgh en un partido disputado en el Twickenham Stoop Stadium y que terminó con el resultado de 19-13. En 2017 decide cambiar de aires y fichar por el poderoso Clermont francés

## Selección nacional
Hizo su debut con Escocia en Murrayfield en un partido que les enfrentaba contra Nueva Zelanda el 13 de noviembre de 2010. 
Al año siguiente ya formó parte del equipo que jugaría el Seis Naciones aunque no llegó a jugar. Del mismo modo estuvo en la preselección de 40 jugadores que entrarían en la lista para el Mundial de rugby de 2011, pero finalmente no entró en la lista definitiva.
En 2012 es nombrado capitán tanto en su club como en el XV del cardo y en la selección sería el encargado de hacer los lanzamientos a palos debido a la retirada repentina de Dan Parks que era hasta ese momento el lanzador.
En 2013 el seleccionador Ruaridh Jackson decide posicionarlo en el medio de melé, pero seguiría siendo en lanzador a palos ya que en liga fue el segundo máximo anotador solo por detrás del galés Leigh Halfpenny. Este mismo año se quedó fuera de la convocatoria de los British & irish lions de cara a la gira que iban a realizar por tierras australianas.
En 2015 es seleccionado para formar parte de la selección escocesa que participa en la Copa Mundial de Rugby de 2015. En su estreno, contra Japón, anotó gracias que convirtió cuatro ensayos y pasó entre palos cuatro golpes de castigo, contribuyendo así a la victoria de su equipo 10-45; fue elegido por los aficionados (a través de Twitter como "Hombre del partido" (Man of the Match). En el partido contra  Estados Unidos, Laidlaw contribuyó a la victoria escocesa 39-16 con tres conversiones. En el siguiente enfrentamiento, contra Sudáfrica, consiguió puntos con una conversión y dos golpes de castigo, pero fue sancionado con una expulsión temporal en el segundo tiempo, por placar sin balón a Bryan Habana. En el último partido de la fase de grupos, frente a Samoa, contribuyó a la victoria escocesa 33-36, anotando un ensayo y convirtiendo tres ensayos y cinco golpes de castigo. Laidlaw consiguió anotar en cuartos de final, en que fueron derrotados por Australia 35-34, con dos conversiones y cinco golpes de castigo.
Laidlaw fue el 5º máximo anotador en el mundial completando un gran año que le llevó a ser nominado por la IRB a jugador del año

## Palmarés y distinciones notables
- European Rugby Challenge Cup 2014-15 (Gloucester)
- European Rugby Challenge Cup 2018-19 (Clermont)
- Seleccionado por los British and Irish Lions para la gira de 2017 en Nueva Zelanda[10]
- Capitán de la Selección de rugby de Escocia (2014-2019)[11]